# Elisebeht Markström
Elisebeht Markström (* 14. Dezember 1955 in der Församling St. Nicolai, Södermanlands län) ist eine schwedische Politikerin der Sveriges socialdemokratiska arbetareparti.

## Leben
Markström war von Oktober 1995 bis Oktober 2010 Abgeordnete im schwedischen Reichstag. Dort war sie bis 2006 stellvertretendes Mitglied im Verfassungsausschuss. Zusätzlich war sie bis 1996 stellvertretendes Mitglied im Ausschuss für auswärtige Angelegenheiten, bis 1998 stellvertretendes Mitglied und bis 2002 Mitglied im Ausschuss für Gesundheit und Soziales und schließlich bis 2010 Mitglied im Justizausschuss. 
Von Jänner bis Mai 2008 war sie stellvertretende Vorsitzende im gemischten Ausschuss für Justiz, Gesundheit und Soziales, sowie von 2006 bis 2010 Stellvertreter im Riksdag-Direktorium. Von Oktober 2002 bis November 202 gehörte sie der Delegation zu Organisation für Sicherheit und Zusammenarbeit in Europa an.
Die im persönlichen Kontakt schon länger offen lebende Politikerin hatte 2006 mit einem Interview in der März-Ausgabe des Szenemagazins QX ihr Going Public und war damit die erste offen lesbische Abgeordnete Schwedens. Sie lebt mit ihrer Partnerin Christine Gilljam, hat eine verheiratete Tochter und einen Enkel.